# Electronic Data Interchange for the Electric Industry
 (avril 2023).
EDIEL est une norme décrivant des modalités techniques pour l'échange de données informatisé (EDI) dans le secteur de la distribution de l'énergie. Elle a été créée [Quand ?] par l'organisation Nordel qui regroupe les transporteurs d'électricité des pays nordiques.
Elle est implémentée dans le cadre des marchés libéralisés du gaz et de l'électricité en Belgique, dans les pays nordiques, en Allemagne et aux Pays-Bas.
La norme permet aux différents acteurs du marché (fournisseurs, gestionnaires de réseaux de distribution, responsables d'équilibre et gestionnaires de réseaux de transport) d'échanger des données.

## Messages
La norme utilise les messages suivants :
- UTILTS utilisé pour transmettre des consommations mesurées, estimées ou agrégées
- UTILMD contient la description de l'infrastructure (Master data en anglais, ou données de référence) ; point d'accès au réseau électrique, compteur, caractéristiques utilisateur...
- APERAK Message de confirmation
- INVOIC utilisé pour la facturation de l'utilisation du réseau (Grid fee en anglais)